# Hendrikus (schip, 1959)
De Hendrikus is een motorveerboot die van 1965 tot 1985 werd gebruikt als fiets-en-voetveer in Alblasserdam en van 1985 tot 2015 op de Waal tussen Tiel en Wamel.

## Geschiedenis
De Hendrikus is in 1959 gebouwd door de werf J. van der Molen in Zaandam. Hij werd Hendrikus genoemd naar een van de familieleden van de werf. In 1965 werd op het schip een hypotheek verstrekt aan de Veerdiensten J. & A.M. Vos te Alblasserdam, om daar ingezet te worden als veerpont. Nadat de Prins Willem-Alexanderbrug bij Echteld klaar was, werd in 1985 de autopont tussen Tiel en Wamel opgeheven en kocht de gemeente Tiel de Hendrikus om te dienen als fiets-en-voetveer. In 2015 is hij vervangen door de nieuwe, kleinere veerpont Pomona. Sindsdien werd hij alleen ingezet als reservepont tijdens Appelpop en bij het evenement Tiel Maritiem.
Toen de termijn van certificering in februari 2019 afliep, werd de Stichting tot behoud van de Hendrikus opgericht om het schip in de vaart te houden en te onderhouden. Omdat het geld voor het benodigde onderhoud ontbrak, liet de exploitant ODV-veerdiensten het schip opknappen en keuren, en zette het een jaar in als veertaxi op het Albertkanaal bij Antwerpen. Daarna kwam de Hendrikus terug in Tiel. De stichting wil het schip als varend monument® inzetten voor recreatieve doeleinden.